# Асагао
Асагао (Asagao, яп. 朝顔) — ескадрений міноносець Імперського флоту Японії, який взяв участь у Другій світовій війні.
Корабель, який став п'ятим серед есмінців типу «Вакатаке», спорудили у 1923 році на верфі Ishikawajima в Токіо.
У серпні 1937 року на тлі початку Другої японо-китайської війни Асагао залучили в операції з вивезення японських громадян із кількох міст Південного Китаю (Фучжоу, Амой, Шаньтоу, Гуанчжоу). У травні 1938-го Асагао брав участь в операції проти порту Амой (Сямень), розташованого біля південного входу до Тайванської протоки. Всього тут залучили загін із 1 важкого крейсера, 4 легких крейсерів та 10 есмінців, проведені якими бомбардування допомогли десанту морських піхотинців оволодіти Амоєм за дві доби.
У 1941—1942 роках Асагао пройшов модернізацію, під час якої одну з трьох (центральну) гармату головного калібру демонтували, а на її місці розмістили дві строєні установки 25-мм зенітних автоматів. Також демонтували кормовий торпедний апарат, натомість встановили 4 бомбоскидачі та стелажі для 36 глибинних бомб.
На момент вступу Японії у Другу світову війну Асагао належав до 32-ї дивізії ескадрених міноносців, яка підпорядковувалась військово-морському округу Чінкай (Chinkai Guard District), призначеному для операцій у районі корейського узбережжя.
21—26 січня 1942-го Асагао та 2 інші есмінці дивізії і легкий крейсер супроводили з японського порту Муцуре до Мако (важлива база на Пескадорських островах у південній частині Тайванської протоки) 19 транспортів, які перевозили війська для майбутнього десанту на схід Яви.
17—20 лютого 1942-го Асагао та ще один есмінець охороняли на переході з Муцуре до Мако 8 транспортів, більшість з яких перевозила підрозділи, призначені для подальшого транспортування в Бірму.
10 квітня 1942-го Асагао перевели до 13-ї дивізії, яку своєю чергою включили до 1-го ескортного дивізіону Флоту Південно-західної зони (створений для контролю над окупованими територіями Південно-Східної Азії). 21—26 квітня есмінець супроводив конвой між Муцуре та Мако, після чого до кінця вересня охороняв конвої на трасі між Мако та Кап-Сен-Жак (наразі Вунгтау на півдні В'єтнаму). У цей же період Асагао двічі пройшов з Кап-Сен-Жак до Сінгапуру та назад, а один раз супроводжував конвой по круговому маршруту між Мако і Манілою. 30 вересня — 6 жовтня есмінець провів конвой з Мако до японського порту Моджі, а потім став на доковий ремонт у Майдзуру (обернене до Японського моря узбережжя Хонсю).
З 30 жовтня 1942 по 3 січня 1943 Асагао охороняв комунікацію між Японією (Муцуре, Моджі) та Мако, потім 9—28 січня 1943-го пройшов з конвоями з району Формози до Кап-Сен-Жак і назад, а 8—12 лютого пройшов до Сасебо (обернене до Східнокитайського моря узбережжя Кюсю), де став на черговий ремонт, який тривав майже до кінця березня.
3—8 квітня 1943-го Асагао ескортував конвой з Моджі до Такао (наразі Гаосюн на Тайвані), після чого протягом двох з половиною місяців виконував завдання на сході Нідерландської Ост-Індії та заході Мікронезії. З 15 квітня по  1 липня есмінець пройшов з конвоями по маршруту Такао — Маніла — Палау (важливий транспортний хаб на заході Каролінських островів) — удруге Маніла — удруге Палау — Балікпапан (центр нафтовидобутку на сході Борнео) — утретє Палау — утретє Маніла — Такао.
Протягом липня — першої декади жовтня 1943-го Асагао знову водив конвої між Формозою (Такао, Мако) та Моджі, а з 30 серпня по 18 вересня пройшов з ескортною функцією по круговому маршруту між Формозою та Кап-Сен-Жак. 12 жовтня есмінець знову рушив до Кап-Сен-Жак, 25—27 жовтня супроводжував конвой звідси майже до самого Сінгапуру, після чого 4—11 листопада пройшов до Такао. 24—27 листопада Асагао охороняв конвой з Кіруну (наразі Цзілун на Тайвані) до Моджі, після чого майже до кінця грудня проходив черговий ремонт у Майдзуру.
29 грудня 1943 — 13 січня 1944 Асагао ескортував конвої з Моджі через Такао до Кап-Сен-Жак. 21 січня Асагао узяв на буксир та привів до бухти Камрань (центральна частина узбережжя В'єтнаму) есмінець «Амацукадзе», який 16 січня був торпедований підводним човном та полишений екіпажем, після чого дрейфував кілька діб, допоки не був виявлений японським літаком. 23 січня Асагао повів пошкоджений есмінець на буксирі до Кап-Сен-Жак і 29 січня вже на підході до останнього передав «Амацукадзе» двом французьким буксирам.
У лютому 1944-го Асагао перейшов з В'єтнаму до Такао, після чого охороняв конвої TAMO-07 (Такао — Моджі, втім, Асагао супроводжував його лише на початковому етапі 29 лютого — 2 березня), MOTA-07 (Моджі — Такао, а у цьому випадку есмінець зустрів конвой на завершальному етапі та ескортував його 4—5 березня), «Нісі-Мацу № 1»/TAPA-04 (7—14 березня пройшов з Такао до розташованого на заході Каролінських островів важливого транспортного хабу Палау, втім, на підході до пункту призначення Асагао відокремився та ще два дні провадив у околицях Палау протичовновий пошук), PATA-05 (Палау — Такао, 17—18 березня лише на початковому етапі), PATA-06 (Палау — Такао, 24—31 березня), TASA-16 (вийшов 3 квітня з Такао до порту Самах на Хайнані, при цьому 8 квітня на підході до зазначеного острова Асагао відокремився та провів протичовновий пошук, після чого 9 квітня прибув у інший хайнаньський порт Юлін), YUTA-04 (Юлін — Такао, 10—15 квітня), SATA-17 (лише 16—18 квітня на завершальній ділянці шляху до Такао). 20—27 квітня Асагао пройшов до Японії у складі охорони конвою TAMO-17, причому есмінець у підсумку відокремився та зайшов до Сасебо, де на кораблі провели короткостроковий ремонт.  
3—7 травня 1944-го Асагао перейшов з Сасебо до Такао, одночасно брав участь в охороні конвою HI-61 (прямував з Моджі до Сінгапура). Далі есмінець продовжив свою діяльність у Південно-Східній Азії та ескортував конвої MI-03 (прямував з Моджі до Маніли, при цьому Асагао охороняв його лише 7—10 травня), TE-05 (Моджі — Хайнань, Асагао так само супроводжував його лише незначну ділянку шляху з 10 по 13 травня), TAMO-19A (Кірун — Моджі, 16—19 травня). Після цього есмінець ще раз відвідав Майдзуру з метою ремонту та перебував там з 20 травня по 9 червня.
11 червня 1944-го розпочався черговий похід Асагао до Південно-Східної Азії. Певний час есмінець ішов разом з конвоєм MI-07, який прямував з Моджі до Мірі (центр нафтовидобутку на північно-західному узбережжі Борнео), але 17 червня відокремився та зайшов до Кіруну. Далі Асагао охороняв TAMA-21A (Такао — Маніла, 21—25 червня), MATA-24 (прямував до Такао, проте Асагао йшов з ним лише на початковому етапі з 26 по 28 червня, а потім рушив назад до Маніли), HI-67 (30 червня — 1 липня есмінець виходив, щоб зустріти та довести його до Маніли).
3—7 липня 1944-го Асагао провів конвой MAYU-04 з Маніли до порту Юлін. Тут він потрапив у тайфун і 9 липня був викинутий на риф. Спроби знятись звідти тривалий час не мали успіху і лише 13—25 вересня за допомогою кабельного судна «Sonjo Maru» вдалося стягнути есмінець на глибоку воду та привести його на буксирі в Юлін, де корабель пройшов аварійний ремонт. 15 жовтня — 1  листопада Асагао здійснив перехід з Юліна до Моджі, взявши при цьому участь у ескортуванні конвоїв YUTA-12 та HOMO-01, а потім з 5 по 24 листопада проходив ремонт у Майдзуру.
30 листопада 1944-го Асагао повів до Південно-Східної Азії конвой MI-29, при цьому вже 2 грудня підводний човен потопив два транспорти з його складу, разом з якими загинуло близько 2400 військовослужбовців та моряків. 14—23 січня 1945-го есмінець супроводив з Такао до Японії конвой TAMO-37, а 25 січня Асагао прибув до Майдзуру та більш як місяць проходив тут ремонт.
Станом на квітень 1945-го Асагао перебував у Внутрішньому Японському морі та використовувався як плавбаза для патрульних катерів і тральщиків. Наприкінці того ж місяця він опинився в районі Шанхаю та 26—28 квітня супроводжував звідси до Моджі конвой SHIMO-03.
28 липня 1945-го під час потужних авіаударів по Куре есмінець зазнав певних пошкоджень.
22 серпня 1945-го, вже після оголошення про капітуляцію Японії, Асагао в протоці Канмон (розділяє острови Хонсю та Кюсю) підірвався на міні та зазнав важких пошкоджень.
У листопаді 1945-го корабель виключили зі списків флоту, а в 1947—1948 розібрали на метал.